# British Comedy Awards 1995

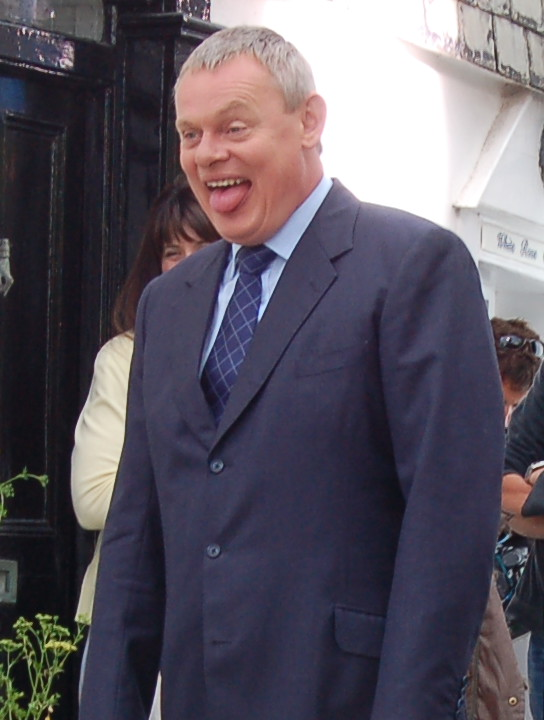
Martin Clunes, najlepszy telewizyjny aktor komediowy

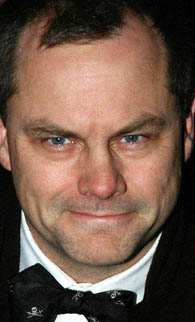
Jack Dee, najlepsza telewizyjna osobowość komediowa

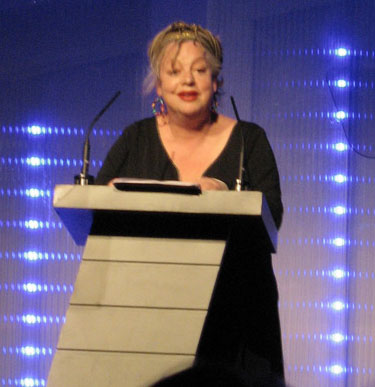
Jo Brand, nagrodzona za najlepszy stand-up

British Comedy Awards 1995 – szósta edycja nagród British Comedy Awards, zorganizowana w 1995 roku. Ceremonię rozdania nagród poprowadził Jonathan Ross. 

## Lista laureatów
- Najlepszy telewizyjny aktor komediowy: Martin Clunes
- Najlepsza telewizyjna aktorka komediowa: Caroline Quentin
- Najlepsza osobowość komediowa w telewizji: Jack Dee
- Najlepszy prezenter programów rozrywkowych (BBC): Noel Edmonds
- Najlepszy prezenter programów rozrywkowych (ITV): Michael Barrymore
- Najlepszy prezenter programów rozrywkowych (Channel 4): Chris Evans
- Najlepszy wykonawca komedii: John Bird i John Fortune
- Najlepsza wykonawczyni komedii: Victoria Wood
- Najlepszy debiut komediowy: Ardal O'Hanlon
- Najlepsza nowa komedia telewizyjna: Ojciec Ted
- Najlepszy cykl komediowy: Rory Bremner... Who Else?
- Najlepszy program rozrywkowy: Don't Forget Your Toothbrush
- Najlepszy telewizyjny komediodramat: Preston Front
- Najlepszy sitcom (ITV): Is It Legal?
- Najlepszy sitcom (Channel 4): Drop The Dead Donkey
- Najlepsza komedia filmowa: Strzały na Broadwayu
- Najlepsza komedia radiowa: I'm Sorry I Haven't A Clue
- Najlepszy stand-up: Jo Brand
- Nagroda Brytyjskiej Gildii Scenarzystów dla najlepszego scenarzysty komediowego: Andy Hamilton i Guy Jenkin
- Nagrody za całokształt twórczości:
  - Bob Monkhouse
  - Peter Cook
  - Bruce Forsyth